# WWE Women's Championship (1956–2010)
WWE Women's Championship (1956–2010) là một chức vô địch đấu vật chuyên nghiệp. Đai này chỉ dành riêng cho các đô vật nữ của WWE. Nó được dành cho Raw thuộc World Wrestling Entertainment nhưng chức vô địch này đã không còn từ năm 2010...